# To the Highest Bidder
To the Highest Bidder er en amerikansk stumfilm fra 1918 af Tom Terriss.

## Medvirkende
- Alice Joyce - Barbara Preston
- Percy Standing - Stephen Jarvis
- Walter McGrail - David Whitcomb
- Edna Murphy - Jennie
- Mary Carr - Cottle